# Forza conservativa

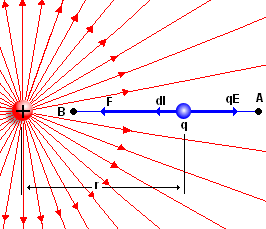

In meccanica newtoniana, una forza conservativa è una forza che può essere descritta come un campo conservativo nello spazio in cui si muovono i corpi, e non solamente come una forza applicata ad un corpo in moto.
Perché avvenga questo, il lavoro che viene compiuto dalla forza sul corpo in un certo tragitto non deve dipendere dal particolare cammino seguito, ma solamente dai punti di partenza e di arrivo della traiettoria che viene seguita dal corpo.
In maniera semplice, una forza è conservativa se dipende solo dalla posizione nello spazio del punto materiale, e non dalla sua storia passata. In questo caso, si può slegare il vettore forza dal punto materiale che si muove nello spazio, per assegnarlo invece al punto geometrico fisso nello spazio in cui è posta la particella. 
In questo modo, si può passare dal concetto puramente newtoniano di forza come applicata ad un corpo, all'idea di campo della grandezza forza, in cui cioè esiste un valore di forza associabile al punto materiale in ogni punto "geometrico" della regione dello spazio in cui si muove il punto materiale. In altri termini, mentre originariamente la forza è applicata al punto materiale e lo segue nel suo movimento, nel caso di forza conservativa ogni punto geometrico della regione dello spazio in cui si muove la particella diventa caratterizzabile in ogni punto da un valore fissato di forza, che viene trasmesso alla particella nel momento in cui passa per quella posizione.
Inoltre, si dimostra che solo in queste condizioni, a patto di considerare alcuni ulteriori vincoli e restrizioni, si conserva l'energia meccanica del sistema, non solo per alcune ma per qualunque traiettoria.
Infine, si può anticipare che tutte le interazioni fondamentali corrispondono nei modelli fisici a dei campi conservativi.

## Descrizione
Un punto materiale è soggetto ad una forza, che può essere rappresentata nello spazio con un campo vettoriale {\displaystyle \mathbf {F} }. Il lavoro compiuto dalla forza sull'oggetto è definito come l'integrale curvilineo (rispetto alla posizione) di {\displaystyle \mathbf {F} } lungo il percorso compiuto nello spazio. Condizione necessaria e sufficiente affinché la forza sia conservativa è che il lavoro compiuto da essa lungo una qualsiasi traiettoria chiusa sia nullo. In tal caso, il potenziale della forza in un punto è proporzionale all'energia potenziale posseduta dall'oggetto in quel punto a causa della presenza della forza. Una forza conservativa è quindi una funzione che dipende soltanto dalla posizione. La forza peso e la forza elastica sono due esempi di forze conservative.
Un sistema dinamico su cui agiscono solo forze conservative è detto sistema conservativo. 

### Definizione
Una forza è conservativa se il lavoro {\displaystyle W} che compie lungo una qualsiasi traiettoria chiusa finita {\displaystyle \partial S} è nullo:
{\displaystyle W=\oint _{\partial S}\mathbf {F} \cdot \operatorname {d} \!\mathbf {r} =0}
Per il teorema del rotore, su qualsiasi superficie delimitata dalla curva {\displaystyle \partial S} si ha:
{\displaystyle \oint _{\partial S}\mathbf {F} \cdot \operatorname {d} \!\mathbf {r} =\int _{S}\nabla \times \mathbf {F} \cdot \mathrm {d} \mathbf {s} =0}
da cui si ottiene l'espressione in forma locale:
{\displaystyle \nabla \times \mathbf {F} =0}
Per il lemma di Poincaré, il rotore è nullo se e solo se il proprio argomento è esprimibile come un gradiente, ovvero:
{\displaystyle \mathbf {F} =-\nabla U}
e quindi una forza è conservativa se e solo se esiste un potenziale scalare {\displaystyle U} di cui è il gradiente. L'opposto della variazione {\displaystyle U(\mathbf {r} _{2})-U(\mathbf {r} _{1})} di {\displaystyle U} durante un tragitto da un punto 1 di coordinate: {\displaystyle \mathbf {r} _{1}}, al punto 2 di coordinate {\displaystyle \mathbf {r} _{2}} è pari al lavoro {\displaystyle W} compiuto dalla forza in tale percorso, che in accordo con il teorema fondamentale del calcolo integrale è indipendente dal percorso seguito:
{\displaystyle W_{21}=U(\mathbf {r} _{1})-U(\mathbf {r} _{2})}